# Malory Eagles VC
Malory Eagles VC är en volleybollklubb i London, Storbritannien. Klubben bildades 2009 genom att klubbarna Malory VC och White Eagle VC gick samman. De bägge klubbarna hade funnits sedan 1970-talet.
 Laget håller till i stadsdelen Tooting i London och tillhör en av Storbritanniens mest framgångsrika (framförallt genom föregångaren Malory VC). Herrlaget har vunnit Super League 21 gånger och National cup 15 gånger Damlaget har vunnit Super League 8 gånger och National cup 7 gånger.